# Zosterops pallidus
Zosterops pallidus е вид птица от семейство Zosteropidae.

## Разпространение
Видът е разпространен в Ботсвана, Лесото, Мозамбик, Намибия, Свазиленд и Южна Африка.